# Sociedad Geológica de España
La Sociedad Geológica de España (SGE) es una asociación científica sin ánimo de lucro dedicada a la promoción de la geología en España.

## Junta de gobierno y comisiones
La junta de gobierno está constituida por un presidente, un vicepresidente, dos secretarios, un vicesecretario, un tesorero, siete vocales y con voz, pero sin voto, los editores y el organizador del Congreso Geológico de España.
La Sociedad ha establecido diferentes comisiones sobre temas específicos: Tectónica, Patrimonio Geológico, Historia de la Geología, Mujeres y Geología, Geología Sedimentaria, Paleomagnetismo y Petrología, Geoquímica y Geocronología de Rocas Ígneas y Metamórficas, Geología Marina, Geología Planetaria y Geoarqueología.

## Presidentes
- José Ramírez del Pozo (1985-1986)
- Juan Antonio Vera Torres (1986-1988)
- Alfredo Pérez González (1988-1990)
- Jorge Civis Llovera (1990-1992)
- Mercedes Muñoz García (1992-1994)
- Cristino Dabrio González (1994-1996)
- Jorge Civis Llovera (1997-2001)
- José Pedro Calvo Sorando (2001-2004)
- Alfonso Meléndez Hevia (2004-2008)
- Ana Crespo Blanc (2008-2012)
- Marcos Aurell Cardona (2012-2016)
- Ana M.ª Alonso Zarza (2016-2020)
- Juan Antonio Morales González (2020-2024)
- Ana Ruiz Constán (2024- )

## Publicaciones
La Sociedad publica periódicamente las revistas científicas Revista de la Sociedad Geológica de España (ISSN 0214-2708), principal publicación de la Sociedad, con trabajos extensos relacionados con las ciencias de la Tierra, y Geogaceta (ISSN 0213-683X), con artículos cortos con temas presentados en alguna de las reuniones de la Sociedad.
Con carácter no periódico publica las series Geo-Temas, con trabajos de investigación presentados a congresos geológicos, y Geo-Guías, guías de campo con itinerarios geológicos españoles.
Asimismo ha publicado volúmenes monográficos, como la serie de geo-guías con diversos itinerarios geológicos, y libros como Towards the balanced management and conservation of the geological heritage in the new millennium (1999) y Geología de España (2004), en colaboración con el Instituto Geológico y Minero de España, Patrimonio geológico en la Comunidad Autónoma de Madrid (1998) o una edición facsimilar de 330 ejemplares de la edición de Ezquerra del Bayo de 1847 de los Elementos de geología de Charles Lyell (1998).